# Magnus Bramming
Magnus Grubb Bramming (født 1. oktober 1990 i Roskilde, Danmark) er en dansk håndboldspiller, der spiller for TTH Holstebro for Danmarks herrehåndboldlandshold. Han har rekorden for flest kampe for TTH med over 500. I 2021 vandt han verdensmesterskabet med det danske landshold.
Han er vokset op i Roskilde med sine forældre, storesøster og to yngre brødre Emil og Anton. Brødrene spiller også håndbold, henholdsvis i HØJ og TMS Ringsted.

## Spillerkarriere
Han har tidligere spillet for Nordsjælland Håndbold, Viborg HK, Himmelev Veddelev Idrætsforening og Roskilde Håndbold. Han har spillet 14 landskampe for Y-landsholdet og 30 kampe for U-landsholdet. Han debuterede for det danske landshold d. 6. november 2016. Han første slutrunde var EM i 2020, hvor Danmark fik en skuffende 13. plads.
Ved VM i 2021 i Ægypten blev han skiftet ind i truppen som erstatning for Benjamin Jakobsen. Danmark endte med at vinde guldmedaljer, da de slog Sverige i finalen.
I 2018-19 sæsonen scorede han andenflest mål i den danske herreliga, kun overgået af Anders Eggert.  Den 31. maj 2020 offentliggjorde Magnus Bramming, at han fortsætter sin aktive karriere med 5-årig kontrakt med TTH Holstebro. I 2024 forlængede han kontrakten endnu en gang indtil 2026.